# Iso Mustinjärvi
Iso Mustinjärvi eller Mustinjärvi är en sjö i Finland. Den ligger i kommunen Kuhmo i landskapet Kajanaland, i den centrala delen av landet, 500 km norr om huvudstaden Helsingfors. Iso Mustinjärvi ligger 169,5 meter över havet. Den är 13,5 meter djup. Arean är 1,54 kvadratkilometer och strandlinjen är 11,41 kilometer lång. Sjön  ingår i Uleälvens huvudavrinningsområde. 